# Joaquín Gutiérrez

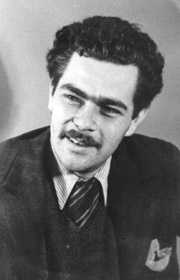
Joaquín Gutiérrez

Joaquín Gutiérrez Mangel (ur. 30 marca 1918, Limón, zm. 16 października 2000, San Jose) – kostarykański prozaik, poeta, dziennikarz i polityk.

## Życiorys
Chodził do katolickiej szkoły średniej w stolicy swego kraju - San Jose. Nauczył się tam gry w szachy (w 1938, 1939 i 1944 zdobywał tytuł narodowego mistrza w tej dyscyplinie sportowej). Język angielski szlifował w Nowym Jorku. W latach 1940–1973 przebywał w Chile, gdzie wziął ślub z poznaną tam żoną Eleną i utrzymywał się z posady tłumacza w agencji Reutera. Po antykomunistycznym zamachu stanu w 1973 wyjechał do Chin (przekładał tam), a następnie do Związku Socjalistycznych Republik Radzieckich i Wietnamu.

## Dzieła
- Poezje (1937)

Nowele:
- Puerto Limon (1950)
- La Hoja de Aire (1968)
- Muramonos Federico (1973)
- Manglar (1974) – nagroda Encyklopedii Brytyjskiej
- Te acordas, Hermano (1978)

Tłumaczenia na język hiszpański:
- dzieła Mao Zedonga (z języka angielskiego)
- William Szekspir, Hamlet
- William Szekspir, Król Lear
- William Szekspir, Makbet
- William Szekspir, Antoniusz i Kleopatra

## Nagrody
- Magon Prize (1975, Kostaryka)
- Doktorat honoris causa (1993, Uniwersytet Kostaryki)
- Medal Gabrieli Mistral (1995, Chile)